# Port lotniczy Nisz
Port lotniczy Nisz (IATA: INI, ICAO: LYNI) – port lotniczy położony 4 km na północny zachód od Niszu, w Serbii.

## Linie lotnicze i połączenia
| Linia lotnicza | Kierunek |
| -------------- | --- |
| Air Serbia     | 1. Belgrad 2. Kolonia/Bonn 3. Frankfurt-Hahn 4. Stambuł 5. Lublana Sezonowo: 1. Ateny 2. Tivat Sezonowe czartery: 1. Antalya 2. Gazipaşa 3. Hurghada 4. Monastyr |
| Ryanair        | 1. Malta 2. Wiedeń Sezonowo: 1. Korfu 2. Sztokholm-Arlanda |
| Wizz Air       | 1. / Bazylea 2. Memmingen |